# 烙印

一隻正在被打上烙印的馬匹

烙印指的是以高溫灼熱的金屬器具，於木製品、食品、動物或人類皮膚上留下痕跡。
對人類施行的多為刑罰目的。舊時馬蹄鐵以火鉗置於炭火裡燒炙紅，再取出此炙熱馬蹄鐵炙燒囚徒身上，烙印出嚴重燒燙傷痕跡；被虐囚徒鍊掛在十字架上，往往劇痛慘叫後昏厥，獄卒再以冷水潑醒犯人，繼續逼供。
於動物、物品上留下的烙印，則多為表明所有權。